# 吉川城
吉川城（よしかわじょう）は、尾張国知多郡（現・愛知県大府市吉川町1丁目）にあった日本の城。

## 概要
「清涼寺旧記」によれば応永4年（1397年）、吉加波（吉川）入道によって築かれた平城であったとされるが、戦国時代に至って花井氏の居城となったという。花井氏の居城となった経緯は不明。天正年間には花井氏5代・播磨守平次の子・勘八郎が居を構えていたが、寺本城（現在の知多市にあった）に移ったため、天正8年（1580年）に廃城となったとされる。

## 現状
城のあった周辺はかつて「吉田町城ノ内」と言う地名であったが、廃城となった後の吉川城がどうなったかは詳しい記録もなく定かでない。また、近年になって土地区画整理事業が行なわれた際にも発掘調査などが行なわれた記録は無く、遺構なども全く残されていない。国道155号沿いに城址碑が立ち、城内にあったと伝わる弁財天が小さな祠に祀られているのみである。

## 周辺
城址碑から国道を挟んだ北側の小山に吉川熊野神社があるが、築城と同時期に創建されたとされている。